# Pascal Bieler
Pour les articles homonymes, voir Bieler.
Pascal Bieler est un footballeur allemand né le 25 février 1986 à Berlin.

## Palmarès
Néant